# Adineta vaga
Adineta vaga är en hjuldjursart som först beskrevs av Davis 1873.  Adineta vaga ingår i släktet Adineta och familjen Adinetidae. Arten är reproducerande i Sverige.

## Underarter
Arten delas in i följande underarter:
- A. v. major
- A. v. minor
- A. v. rhomboidea
- A. v. tenuicornis
- A. v. vaga